# Bolantàs
Bolantàs és una partida del terme municipal de Tremp, al Pallars Jussà, dins de l'antic terme ribagorçà de Sapeira.
Està situada al fons de la vall del barranc d'Escarlà, a l'esquerra d'aquest barranc. És en els contraforts nord-occidentals del Tossal de l'Abadia.